# Хуачжоу
Хуачжоу (кит. спр. 化州市, піньїнь: Huàzhōu Shì) — місто-повіт в південнокитайській провінції Гуандун, складова міста Маомін.

## Географія
Хуачжоу займає захід префектури, лежить на річці Цзяньцзян.

### Клімат
Місто знаходиться у зоні, котра характеризується вологим субтропічним кліматом. Найтепліший місяць — липень із середньою температурою 29.2 °C (84.6 °F). Найхолодніший місяць — січень, із середньою температурою 15.8 °С (60.4 °F).
| Клімат Хуачжоу          | Клімат Хуачжоу | Клімат Хуачжоу | Клімат Хуачжоу | Клімат Хуачжоу | Клімат Хуачжоу | Клімат Хуачжоу | Клімат Хуачжоу | Клімат Хуачжоу | Клімат Хуачжоу | Клімат Хуачжоу | Клімат Хуачжоу | Клімат Хуачжоу | Клімат Хуачжоу |
| Показник                | Січ.           | Лют.           | Бер.           | Квіт.          | Трав.          | Черв.          | Лип.           | Серп.          | Вер.           | Жовт.          | Лист.          | Груд.          | Рік            |
| Середня температура, °C | 15,8           | 16,2           | 19,6           | 23,5           | 27,2           | 28,4           | 29,2           | 28,6           | 27,6           | 25,1           | 21,2           | 17,4           | 23,3           |
| Норма опадів, мм        | 31.4           | 50.9           | 63.6           | 161.8          | 227.9          | 270.8          | 203.3          | 293.4          | 235.8          | 95.7           | 41.3           | 20.8           | 1696.7         |
| Днів з опадами          | 11,1           | 12,4           | 13,5           | 14,8           | 16,8           | 18,5           | 16,8           | 18,2           | 14,9           | 11,3           | 9,4            | 9,7            | 167,4          |
| Вологість повітря, %    | 77.8           | 84.6           | 87             | 86.9           | 83.8           | 83.5           | 81.2           | 83.4           | 80.4           | 77.1           | 74.6           | 74.2           | 81.2           |
| ----------------------- | -------------- | -------------- | -------------- | -------------- | -------------- | -------------- | -------------- | -------------- | -------------- | -------------- | -------------- | -------------- | -------------- |
| Джерело: Weatherbase    |                |                |                |                |                |                |                |                |                |                |                |                |                |